# Balmazújváros
Balmazújváros là một thành phố thuộc hạt Hajdú-Bihar, Hungary. Thành phố này có diện tích 205,45 km², dân số năm 2010 là 17480 người, mật độ 85 người/km².